# Apertura Amar
|       |       |       |       |       |       |       |       |       |  |
|       | a8 rd | b8 nd | c8 bd | d8 qd | e8 kd | f8 bd | g8 nd | h8 rd |  |
| a7 pd | b7 pd | c7 pd | d7    | e7 pd | f7 pd | g7 pd | h7 pd |       |  |
| a6    | b6    | c6    | d6    | e6    | f6    | g6    | h6    |       |  |
| a5    | b5    | c5    | d5 pd | e5    | f5    | g5    | h5    |       |  |
| a4    | b4    | c4    | d4    | e4    | f4    | g4    | h4    |       |  |
| a3    | b3    | c3    | d3    | e3    | f3    | g3 pl | h3 nl |       |  |
| a2 pl | b2 pl | c2 pl | d2 pl | e2 pl | f2 pl | g2    | h2 pl |       |  |
| a1 rl | b1 nl | c1 bl | d1 ql | e1 kl | f1 bl | g1    | h1 rl |       |  |
|       |       |       |       |       |       |       |       |       |  |

Posición final
En ajedrez, se trata de una apertura irregular, e informal. Se considera una de las peores aperturas actualmente y ha sido desechada por la teoría y práctica moderna.

## Movimientos
Los movimientos característicos de la apertura Amar son los siguientes:
1.Ch3 d5 2.g3…
Desde el principio, el movimiento del caballo rompe con los principios modernos de la teoría de aperturas, colocando al caballo en una posición desfavorable donde limita su movimiento por causa del borde del tablero. Hoy en día se considera que las aperturas realizadas con el caballo (independientemente de las jugadas que se quieran hacer después) deben apuntar a perseguir el dominio del centro. Por lo cual el caballo de rey rechaza hacer una salida 1.Cf3 que sería más favorable para amenazar las casillas d4 y e5. Si fuera poco, empeora la situación del jugador blanco hacer una salida tímida en su segundo movimiento con el peón a g3, donde no le aporta nada, mientras el otro jugador controla el centro con al menos 1 peón y ahora puede además comenzar a desarrollar sus piezas, incluyendo hacer Ac8xCh3, con el Caballo vulnerable por la maniobra del peón (aunque todavía es defendido por el Alfil en f1).

## Aperturas similares y variantes
La apertura hecha con el caballo de la reina con la misma actitud de buscar el borde del tablero, también puede considerarse que viola los mismos principios y por eso se encuentra poco. Aunque no se considere necesariamente un error en ese caso. Es el caso de la apertura Durkin, también conocida históricamente como Ataque Kodroc o Ataque Sodio. 
1.Ca3…
El jugador de nivel que entra en este esquema suele ser un jugador de ataque que se sabe muy superior a su rival y que le hará la vida imposible más adelante. De momento le regala un tiempo al contrincante. Hay que jugarla con lógica. El negro debe tener presente que le atacará con los principios de la Escuela hipermoderna de ajedrez, es decir, atacando el centro desde los flancos, así que debe preocuparse por sostener bien el centro. El alfil en fiancheto se puede jugar apuntando contra el enroque corto del enemigo.
La jugada 1.Ch3 también forma parte de la Apertura París, considerada también por lo menos una extravagancia que no consigue nada. Es el caso de una apertura más desarrollada que muestra las consecuencias de la mala jugada tanto del Caballo como del peón. Su desarrollo es:
1.Ch3 d5 2.g3 e5 3.f4 Axh3 4.Axh3 exf4
Al final el blanco no solo ha perdido mayor material, sino que el negro controla posicionalmente el centro, mientras él ha abierto una columna entera del flanco de su rey.
Hay que aclarar que el error no está en jugar el Caballo del flanco del Rey. Las aperturas llamadas Ataque Indio del Rey (con algunas variantes) contienen la jugada 1.Cf3 que comienza con la misma pieza pero la desplaza hacia adentro. Involucra todas estas jugadas:
1.Cf3... 
2.g3... 
3.Ag2... 
4.0-0... 
5.d3... 
6.Cbd2... 
7.e4... 
Se juega en el orden, tiempo y combinación más adecuado, como una manera de abrir independientemente a lo que las negras jueguen. Después de finalizar el enroque las negras podrían tener difícil poder atacar. A veces el jugador blanco persigue las mismos objetivos que en esta apertura, pero su inexperiencia lo lleva a interpretarlo mal.